# Jordania en los Juegos Olímpicos de Río de Janeiro 2016
Jordania participa en los Juegos Olímpicos de 2016 en Río de Janeiro, Brasil, del 5 al 21 de agosto de 2016.
El boxeador Hussein Ishaish fue el abanderado durante la ceremonia de apertura.
Ahmad Abugaush consiguió la medalla de oro en taekwondo -68kg masculino, siendo la primera medalla para su país en unos Juegos Olímpicos.

## Deportes
Atletismo
- Methkal Abu Drais (maratón masculina)

Boxeo
- Obada Al-Kasbeh (peso superligero)
- Hussein Ishaish (peso superpesado)

Judo
- Ibrahim Khalaf (-90 kg)

Natación
- Khader Baqlah (200 metros estilo libre masculino)
- Talita Baqlah (50 metros estilo libre femenino)

Taekwondo
- Ahmad Abugaush (-68 kg)

Triatlón
- Lawrence Fanous